# Röda bolaget

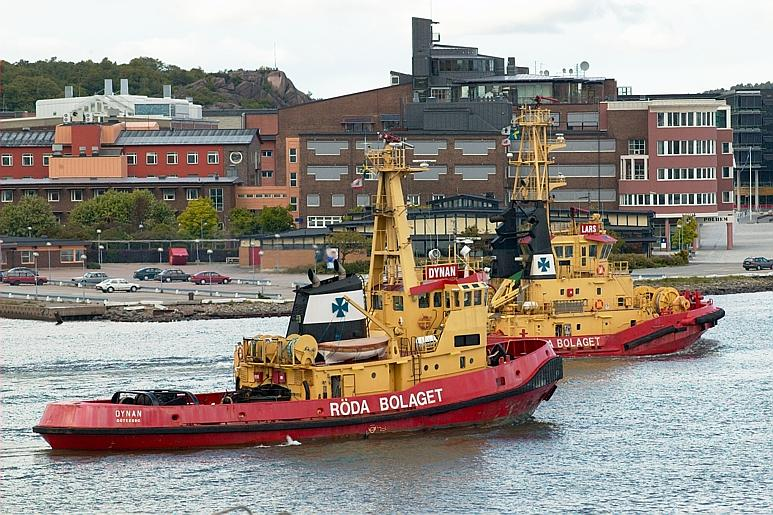
Två av Röda bolagets båtar i Göteborg.

Röda bolaget, egentligen Göteborgs Bogserings och Bärgnings Aktiebolag, var ett småbåtsrederi i Göteborg. Det bildades 1872 av handelshusen och rederifirmorna för att möta efterfrågan på bogserbåtar i Göteborgs hamn.

## Historik

### Tidiga år

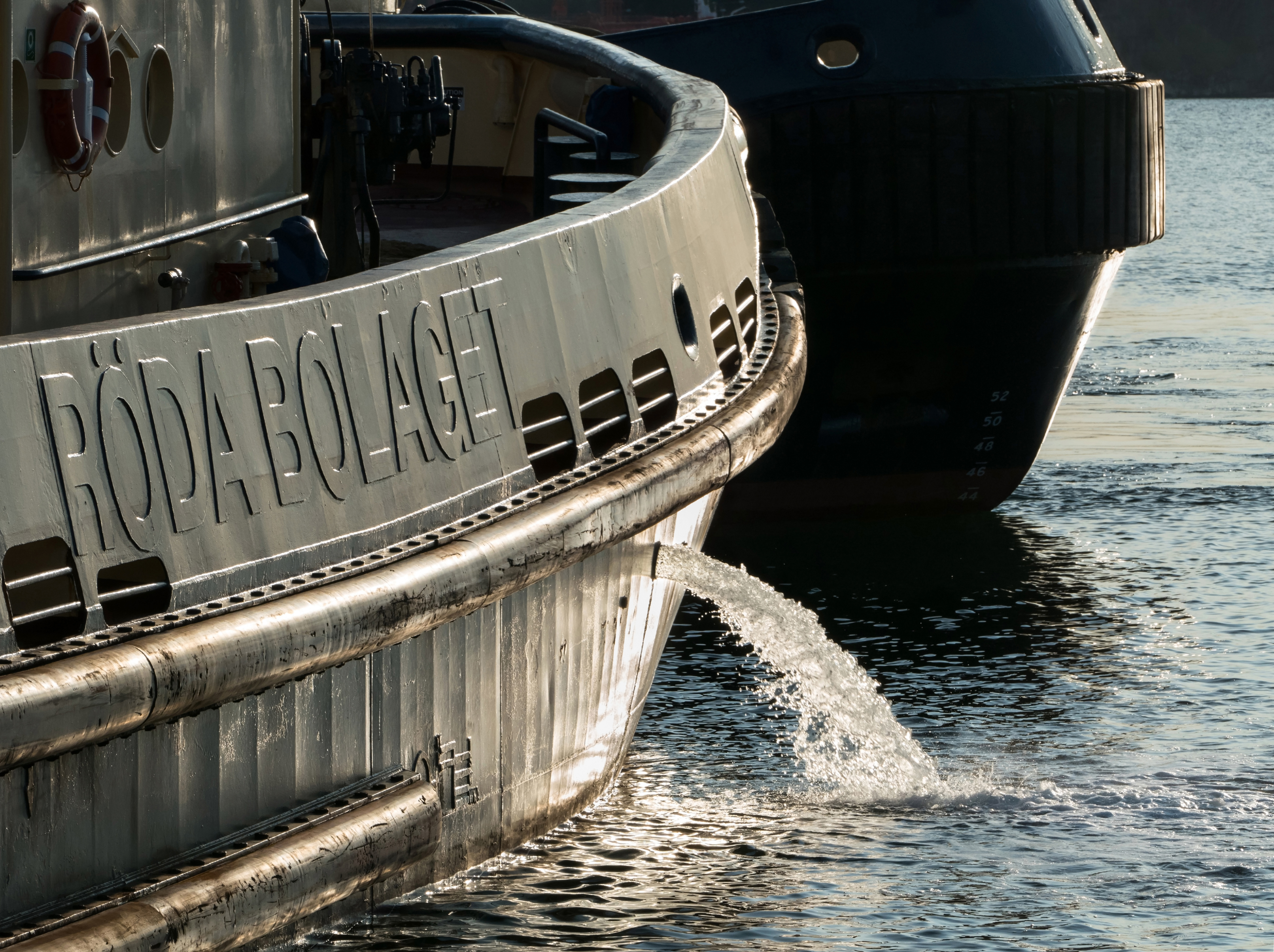
På bogserbåten Boss syns reliefen av den övermålade logotypen för Röda bolaget.

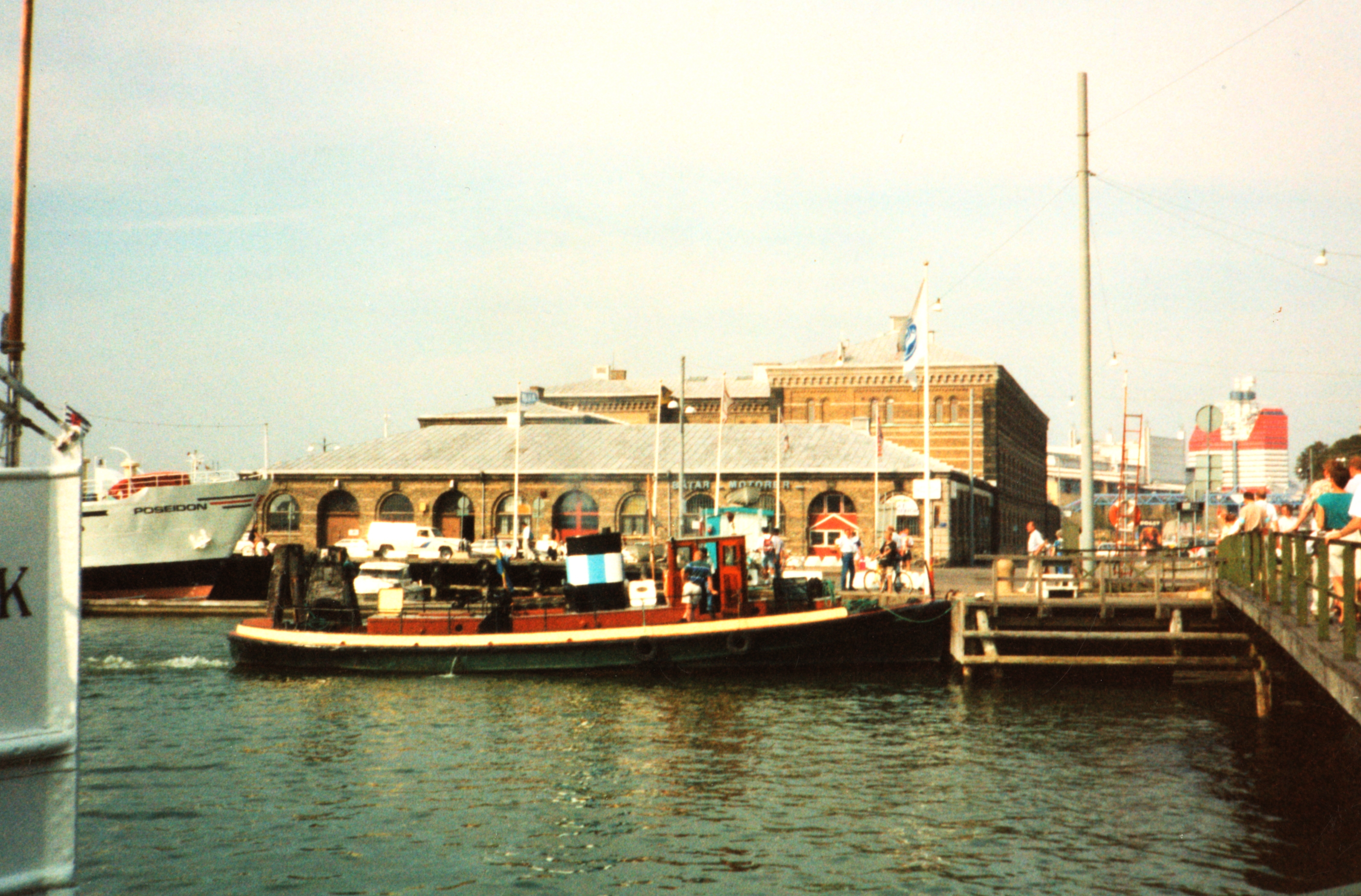
Stormking-bogserbåt vid Stenpiren, 2008.

Tre nybyggda ångbåtar, varav en med 30 och två med 10 hästkrafter, svarade för dess första flotta. De byggdes på Motala Verkstad, och fick namnen Ivar, Erik och Oscar. Redan tidigt kom man även att ägna sig åt bärgningsverksamhet med särskilda fartyg för ändamålet. Det ursprungliga namnet var Göteborgs Bogserings Aktiebolag, vilket 1921 ändrades till Göteborgs Bogserings och Bärgnings Aktiebolag.
Namnet Röda bolaget kommer av båtarnas röda bälte på skorstenen. Det konkurrerande Vita bolaget (Göteborgs Gamla Bogserings AB) förvärvades 1889 av Röda bolaget. Ett företag inom Broströmskoncernen, Ångfartygs AB Tirfing, övertog Röda bolaget 1918, och bärgningsverksamheten kom då att utvidgas. Det mest uppmärksammade nybygget blev Fritiof med 1 250 hästkrafter, världens första bärgningsmotorfartyg som byggdes av Götaverken och levererades 1921. Fartyget var på 672 brutto, registerton. År 1918 hade Röda bolaget 23 bogserbåtar, ett bärgningsfartyg och en så kallad bärgningsläktare.
Åren 1895-1916 byggdes för Röda bolagets räkning cirka 25 bogserbåtar av Lundbytypen med 100 hästkrafter, och den första av "Baldertyp" år 1913, med 300 hästkrafter. Bärgningsångaren Harald förvärvades 1898. Företaget hade från 1875 sitt huvudkontor vid Skeppsbron 4. Röda bolaget hade även en liten del av kajen. Röda bolaget lämnade 1970 då fastigheten såldes till Göteborgs Stad.. Detta skedde inför att en motorled planerades att uppföras.

### Efter andra världskriget
Från 1947 hade bolaget bärgningsfartyg stationerade i framför allt Gibraltar, som en partner inom den "Medelhavska unionen".
Malmö Bogser förvärvades 1938 och Bergnings och Dykeri AB Neptun 1942. År 1977 gick Röda bolaget ihop med Rederi AB Stormking.
Då Broströms rekonstruerades 1984, köpte huvudägarna Asken och Investor ut Röda Bolaget, och AB Neptun Röda Bolaget bildades. Ett samgående med Johnsonägda C L Hanssons Bogserings AB i Göteborg kom samtidigt till, och det nya bolaget fick namnet Scan Tugs. På fartygens skorstenar kom nu namnet att stå i gult på blå botten. Scan Tugs logotyp blev efter några år istället en stiliserad bogserkrok, även den placerad på skorstenen. AB Neptun/Röda Bolaget blev redan 1985 egna ägare till Scan Tugs, då Johnsongruppen drog sig ur. De bekanta skorstenarna kom därmed åter.
De norska intressenterna Bukser och Berjning AS förvärvade 1987 bolaget, och namnet Röda Bolaget återupptogs. Det danska bogser- och bärgningsrederiet Svitzers köpte 1999 Röda Bolaget, men med fortsatt säte i Göteborg. De röda banden på skorstenarna försvann 2002 och ersattes av Svitzers blå Georgskors mot vit bakgrund.

### Fotnoter
1. ↑  Bolagsordning fastställdes den 1 juni 1872, med ändring 1877 och 1896. Bolagets ändamål angavs 1901 till: "att med ångslupar eller ångfartyg verkställa bogseringar samt befordra gods och passagerare." Aktiekapital år 1901 var 288 750 kronor. Källa: Svenska aktiebolag och enskilda banker : handbok för affärsvärlden, sammanställd av Karl Key-Åberg, Norstedt & söner, Stockholm 1902, s. 474
2. 1 2  Göteborgs bogserings- och bärgnings AB, Göteborg 1960, s. 4
3. ↑  Götaverken 1841-1941 : Inför hundraårsminnet, Jubileumsskrift N:r 8, utgiven av AB Götaverken, Göteborg 1941, s. 155
4. ↑  Göteborgs Adress - Kalender för År 1875, Göteborgs Handels - Tidnings Aktie Bolag, Göteborg 1875, s. 41
5. ↑  GHT, 1935-11-23
6. ↑  Göteborgs handels- och sjöfartstidning, 1970-03-26
7. ↑  ”Bogserings AB Stormking, G�teborg”. www.tugboatlars.se. http://www.tugboatlars.se/Stormking.htm. Läst 3 september 2019.
8. ↑  Röda bolaget, Göteborgs bogser och bärgnings AB, Bärgnings och dykeri AB Neptun

### Allmänna källor
- Broströmskoncernens sjöfartsföretag och deras fartyg, Broströmskoncernen, Göteborg 1946, s. 38
- Tre generationer på sju hav - Broströms 1865-1965, red. Algot Mattsson & Charlie Cederholm & Artur Attman, Göteborg 1965, s. 93
- Göteborgs bogser och bärgnings AB, Bärgnings och dykeri AB Neptun